# 悦希
悦 希（えつ き、生没年不詳）は、五胡十六国時代の前燕の人物。

## 生涯
前燕に仕え、太宰慕容恪の司馬に任じられていた。
364年7月、軍を率いて盟津へ向かい、豫州刺史孫興は軍を分け、後援として成皋へ向かわせた。
9月、河南の諸城を攻めて、尽く攻略した。
これ以後の事績は、史書に記されていない。